# Xã Rogers, Quận Barnes, Bắc Dakota
Xã Rogers (tiếng Anh: Rogers Township) là một xã thuộc quận Barnes, tiểu bang Bắc Dakota, Hoa Kỳ. Năm 2010, dân số của xã này là 42 người.